# Ruy Guerra
Ruy Alexandre Guerra Coelho Pereira (Lourenço Marques, atual Maputo, 22 de agosto de 1931) é um realizador de cinema, poeta, dramaturgo e professor luso-brasileiro nascido em Moçambique, então território português. Está radicado no Brasil desde 1958.

## Biografia
Estudou no Institut des hautes études cinématographiques (IDHEC) de Paris a partir de 1952. Até  1958, atuou como assistente de direção, antes de se instalar no Brasil, onde dirigiu seu primeiro filme, Os Cafajestes (1962).
Ingressando nas fileiras do Cinema Novo, em 1964 realizou seu melhor filme, Os Fuzis, ao qual se seguiram obras notáveis como Tendres chasseurs (1969) e Os Deuses e os Mortos (1970).
A situação política brasileira durante a ditadura militar impôs-lhe uma pausa que terminaria em 1978 com A Queda. Em 1980 regressou a Moçambique, então já independente, onde rodou Mueda, Memória e Massacre, o primeiro longa-metragem desse país. Ainda em Moçambique, realizou diversos curtas e contribuiu para a criação do Instituto Nacional do Cinema. Viveu e trabalhou também em Cuba por alguns períodos.
Em 1982, rodou no México, Erêndira, baseado em A Incrível e Triste História da Cândida Erêndira e Sua Avó Desalmada, de Gabriel García Márquez. Posteriormente dirigiu: o musical Ópera do Malandro (1985), baseado em peça de Chico Buarque; Kuarup (1989), baseado no livro Quarup, de Antônio Callado; e o telefilme Fábula de la bella palomera, também baseado em Gabriel García Márquez.
A 23 de abril de 1987, foi agraciado com o grau de Comendador da Ordem do Mérito, de Portugal.
Ruy Guerra tem também um importante trabalho como letrista de canções compostas em parceria com Chico Buarque, Milton Nascimento,Carlos Lyra, Edu Lobo, Francis Hime, Sergio Ricardo e Luiz Henrique.

## Vida pessoal
Seu primeiro casamento foi com a cantora Nara Leão, nos anos 60, com quem não teve filhos; o casal rapidamente separou-se. Mais tarde, viveu com a atriz Leila Diniz, com quem teve uma filha, Janaína Diniz Guerra, nascida em 1971. Alguns anos após a morte de Leila, casou-se com a atriz Cláudia Ohana, com quem teve uma filha, Dandara Guerra, em 1983, e de quem se divorciou.

## Filmografia
- 1954: Quand le soleil dort (Quando o sol dorme). Diretor e roteirista.
- 1957: S.O.S. Noronha. Ator.
- 1962: Os Cafajestes. Diretor e roteirista.
- 1962: Os Mendigos. Montador e ator.
- 1964: Os Fuzis. Diretor e roteirista.
- 1968: Balada de Página Três. Roteirista.
- 1968: Benito Cereno. Ator.
- 1969: Ternos caçadores. Diretor e roteirista.
- 1970: Os Deuses e os Mortos. Diretor e roteirista.
- 1970: O Senhor do Tempo. Ator.
- 1972: Os Sóis da Ilha de Páscoa. Ator.
- 1972: Aguirre, der Zorn Gottes. Ator.
- 1975: As Aventuras de um Detetive Português.[6] Roteirista.
- 1978: A Queda. Diretor, roteirista, compositor e ator.
- 1980: Mueda, Memória e Massacre. Diretor e diretor de fotografia.
- 1981: Histoires extraordinaires: la lettre volée. Diretor e roteirista.
- 1983: Eréndira. Diretor.
- 1986: Ópera do Malandro. Diretor, roteirista e produtor.
- 1988: Fábula de la bella Palomera. Diretor, roteirista e produtor.
- 1989: Kuarup. Diretor, roteirista e produtor.
- 1992: Me alquilo para soñar (telessérie). Diretor e roteirista.
- 1997: Posta Restante. Roteirista.
- 2000: Monsanto. (TV) Diretor.
- 2000: Estorvo. Diretor, roteirista e produtor.
- 2004: Portugal S.A.. Diretor.
- 2004: O Veneno da Madrugada. Diretor e roteirista.
- 2005: Casa de Areia. Ator.
- 2014: Dia de Cão. Curta-metragem. Diretor
- 2015: Quase Memória.[7] Diretor.
- 2024: A Fúria.[8] Diretor.
- 2025: Aos Pedaços. Diretor.

## Teatro
- Calabar: o Elogio da Traição, com Chico Buarque de Holanda.